# Alexander Abusch
Alexander Abusch (Krakkó, 1902. február 14. – Kelet-Berlin, 1982. január 27.) lengyel–zsidó–német újságíró, politikus, író és irodalomkritikus. 1918-ban lett a Németország Kommunista Pártjának tagja, a párt több publikációjának szerkesztője volt. 1937-ben a Párizsba, majd Toulouse-ba menekült KPD-vezetőség tagja lett. 1941-ben Mexikóba költözött, ahol a Szabad Németországért Mozgalom tagja lett. 1948 és 1950 közt a Német Szocialista Egységpárt elnökségi tagja volt. 1958 és 1961 közt az NDK kulturális minisztere volt.

## Művei
- Der Kampf vor den Fabriken. Eine Erzählung, Berlin, 1926
- Braunbuch über Reichstagsbrand und Hitler-Terror, (Mitherausgeber), Paris, 1933
- Der Irrweg einer Nation. Ein Beitrag zum Verständnis deutscher Geschichte, Mexiko, 1945
- Stalin und die Schicksalsfragen der deutschen Nation, Berlin, 1949
- Mit wem seid ihr, Meister der Kultur? Die Rolle der Kulturschaffenden im Kampf um den Frieden, Berlin, 1950
- Literatur und Wirklichkeit. Beiträge zu einer neuen deutschen Literaturgeschichte, Berlin, 1952
- Johannes R. Becher. Dichter der Nation und des Friedens, Berlin, 1953
- Von der Wissenschaft und der Kunst der Sowjetunion schöpferisch lernen, Berlin, 1953
- Schiller – Größe und Tragik eines deutschen Genius, Berlin, 1955
- Der junge Künstler in unserer Zeit, Berlin, 1956
- Im ideologischen Kampf für eine sozialistische Kultur, Berin, 1957
- Schillers Menschenbild und der sozialistische Humanismus, Berlin, 1960
- Unsere Epoche erfordert Humanisten der Tat, Berlin, 1961
- Kulturelle Probleme des sozialistischen Humanismus. Beiträge zur deutschen Kulturpolitik. 1946–1961, Berlin, 1962
- Johann Gottlieb Fichte und die Zukunft der Nation, Berlin, 1962
- Die nationale Aufgabe der sozialistischen Kultur in der Deutschen Demokratischen Republik, Berlin, 1963
- Shakespeare. Realist und Humanist, Genius der Weltliteratur, Berlin, 1964
- Zwanzig Jahre Kulturbund im Kampf für die geistige Wiedergeburt der deutschen Nation, Berlin, 1965
- Humanismus und Realismus in der Literatur. Aufsätze, Leipzig, 1966
- Die Aufgaben des Deutschen Kulturbundes im entwickelten gesellschaftlichen System des Sozialismus, Berlin, 1968
- Tradition und Gegenwart des sozialistischen Humanismus, Berlin, 1971
- Der Deckname. Memoiren, Berlin, 1981
- Die Welt Johannes R. Bechers. Arbeiten aus den Jahren 1926-1980, Berlin, 1981
- Ansichten über einige Klassiker, Berlin, 1982
- Mit offenem Visier. Memoiren, Berlin, 1986

## Magyarul
- Johannes R. Becher, a nemzet és a béke költője; ford. Pődör László; Gondolat, Bp., 1961
- Egy nemzet tévútja. Adalék a német történelem megértéséhez; ford. Pődör László; Kossuth, Bp., 1963